# Billings, Oklahoma
Billings är en ort (town) i Noble County i delstaten Oklahoma i USA. Orten hade 578 invånare, på en yta av 1,74 km² (2020).
Politikern Henry Bellmon, senare guvernör och senator, var uppväxt i Billings.